# 콘택트 렌즈

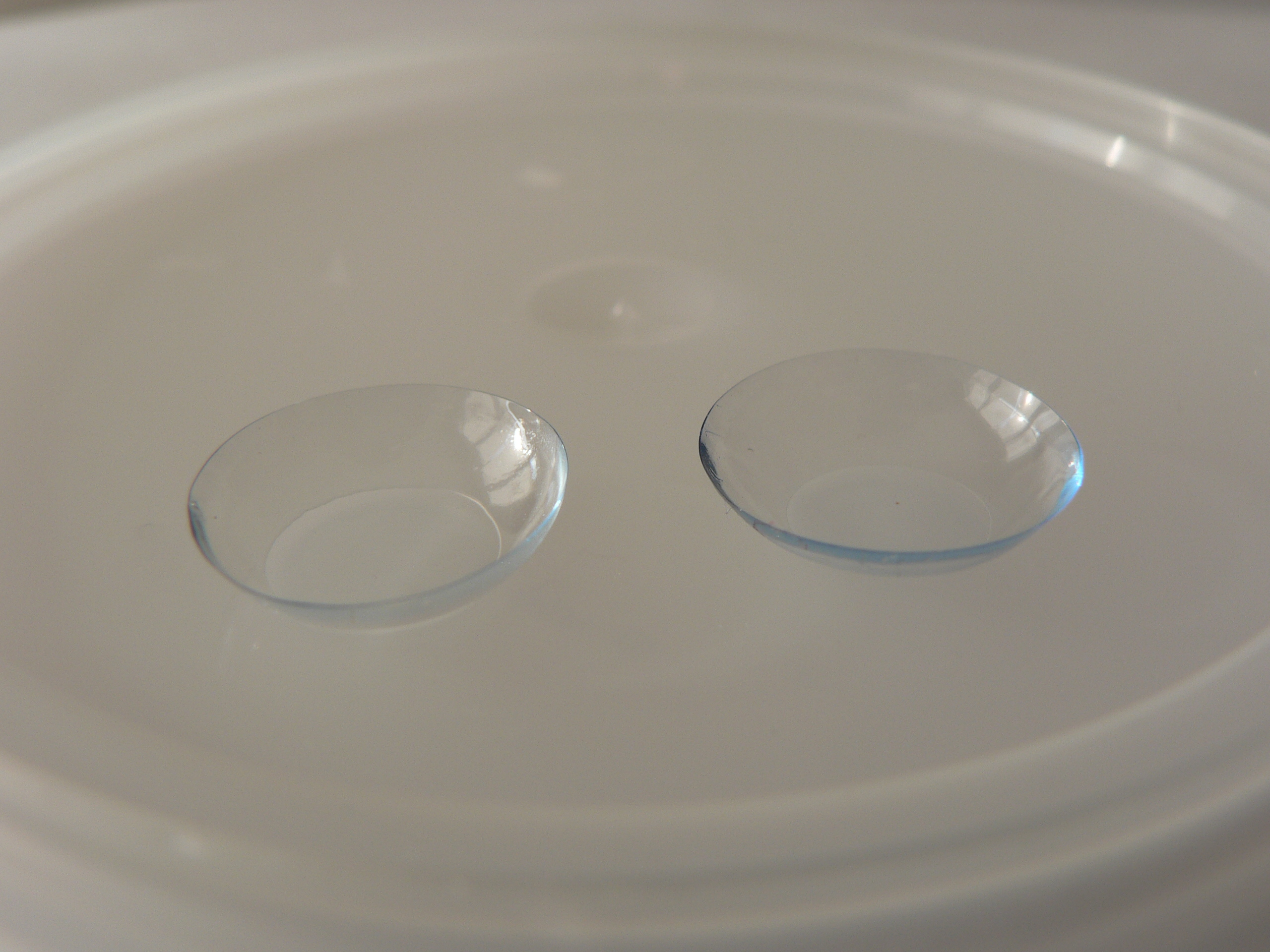
오목한 쪽을 위로 놓은 콘택트 렌즈 한 쌍

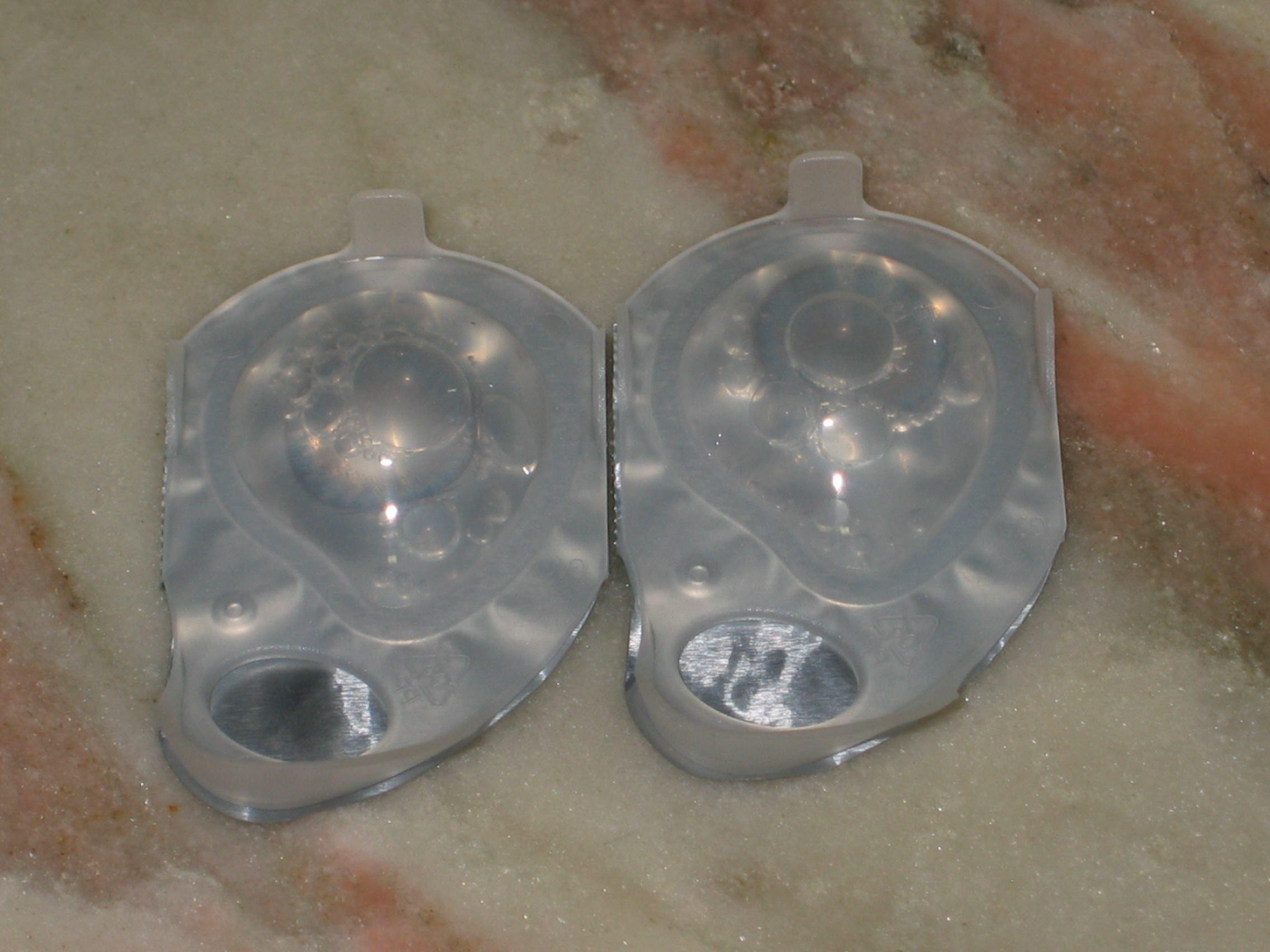
일회용 파란색 콘택트 렌즈

콘택트 렌즈(영어: contact lens 또는 contact)는 시력 보정, 미용, 치료의 목적으로 대개 눈의 각막에 접촉시켜 사용하는 렌즈이다. 현대의 소프트 콘택트 렌즈와 점안액은 체코의 화학자 오토 비흐테를레(독일어: Otto Wichterle)가 발명한 것이다.

## 분류
성능, 사용 목적, 효과 등에 따라 다음과 같이 분류된다.
시력 보정용 렌즈
근시, 원시, 난시 등을 보정하기 위한 의료기기이다. 시력 보정을 위해서 이용되는 것으로 안경도 있는데, 큰 차이는 콘택트 렌즈는 각막 위에 직접 접촉시킨다는 점이다. 재질에 따라 하드 콘택트 렌즈와 소프트 콘택트 렌즈로 구별할 수 있다.
치료용 콘택트 렌즈
눈의 치료 목적으로 사용하는 것이다. 눈의 보호, 눈앞을 가림, 각막의 굽은 정도를 변경, 또는 망막의 치료를 목적으로 한다.
진단용 콘택트 렌즈
특정한 안과 질환 또는 상태를 진단하기 위해서 이용하는, 눈의 전면에 장착하는 콘택트 렌즈이다. 여러 번 사용할 수 있는 것과 다시 사용할 수 없는 것이 있다.
- 안과 수술용 레이저 렌즈 - 안과 수술용 레이저와 함께 사용하는 렌즈를 말한다. 일반적으로 투명한 물질로, 안구 또는 주변 피부 조직을 응고시키거나 절단하기 위해 쓰이는 레이저 빛이 치료 부위에 닿게 하기 위해서 이용된다.
- 잠깐 사용하는 검사용 콘택트 렌즈 - 특정한 안과 질환 또는 상태의 진단을 지원하기 위해서 이용되는 것이다.
- 망막 전위계용 각막 전극 - 망막 전위를 측정할 때 전위 신호를 전달하기 위해, 각막 표면이나 각막 가까이에 있는 점막에 접촉해 사용하는 전극이다.

콜라겐 사용 눈 보호 도구
각막을 보호하기 위해 눈에 올려 놓는 콜라겐제의 각막 보호막이다.
컬러 콘택트 렌즈
컬러 콘택트 렌즈는 다른 콘택트 렌즈가 색이 없고 투명한 반면, 색을 첨가해 둔 콘택트 렌즈를 말한다. 시력 보정을 목적으로 하지 않고, 홍채 부분의 바깥 빛깔을 바꾸기 위해 이용되는 것이 많다. 나라에 따라서는 이러한 렌즈의 판매를 규제하기도 한다.

## 드림렌즈
드림렌즈(dream lens)는 각막 형태의 변화를 유도하기 위해 수면 중에 착용하는 특수한 콘택트 렌즈이다. 효력의 경우 렌즈를 제거한 뒤 약 하루 동안 교정된 시력을 유지하게 된다.

## 같이 보기
- 안경
- 선글라스
- 안구건조증